# ベヨネッタ
『ベヨネッタ』（BAYONETTA）は、2009年10月29日にセガから発売されたXbox 360及びPlayStation 3用アクションゲーム。2機種同時発売であるが、オリジナルとなるXbox 360版の開発はプラチナゲームズが担当し、それを元にしたPlayStation 3への移植はセガが担当した。
Wii U版は2014年9月20日に任天堂より発売された続編『ベヨネッタ2』とセット販売された。2017年4月11日にはWindows版もSteamより配信開始。2018年2月17日にNintendo Switch版がダウンロード配信され、同時に同作と続編のベヨネッタ2のパッケージ版が同梱された「ベヨネッタ ∞クライマックス エディション」が発売された。また、2022年9月30日にはNintendo Switch版のパッケージ版が発売された。

## 概要
ディレクターの神谷英樹が過去に手がけた3Dアクションゲーム『デビルメイクライ』（以下DMC）よりも、「更なる次元に引き上げる」ことを目指して制作したクライマックス・アクションゲーム。DMCと同じく、敵の攻撃を回避し連続攻撃を決め、華麗に戦うことが求められる。
ステージの中にはカーレースやシューティングゲームになるものがあり、神谷が過去に手がけた作品や、『ハングオン』・『スペースハリアー』などセガが手がけた名作ゲームのパロディがちりばめられている。この他にも『アウトラン』・『アフターバーナー』・『ファンタジーゾーン』のBGMが収録されている。
Xbox 360版は「ファミ通」のクロスレビューにおいて通算12作目の40点満点を獲得した（PlayStation 3版は38点）。
2010年9月2日に両ハードで廉価版が発売。共にアダム・ヒューズの描き下ろしリバーシブルパッケージ仕様。トレーラーには国内未公開映像3本を含む8本と、VANQUISHの映像1本を収録。
Wii U版はXbox 360版をベースに、Wii U GamePadのみのプレイに対応しているほか、日本語音声や銀河最強のパワードスーツ、キノコ王国のロイヤルドレス、サラサランドのロイヤルドレス、ハイラルの勇者のスペシャルコスチュームを追加収録している。
2012年9月13日にヨーロッパ・アメリカ・日本で同時配信された「Nintendo Direct Wii U Preview」において、続編『ベヨネッタ2』が任天堂よりWii U専用ソフトとして発売されることが発表された。2014年9月20日発売。前作のプロデューサーであった橋本祐介がディレクター。神谷は監修として参加している。
2017年4月11日にSteam配信によるWindows版が発売された。Windows版はWii U版をベースに4K/60p対応や日本語音声が収録されている。
「The Game Awards 2017」にて、『ベヨネッタ3』がNintendo Switch用に開発中であることが発表された。
2018年2月17日にダウンロード配信によるNintendo Switch版が発売された。Nintendo Switch版はWii U版をベースにロード時間の短縮化、フレームレートの安定化、タッチ操作に対応している。
2020年5月28日にVANQUISHと同梱の「BAYONETTA＆VANQUISH」がPlayStation 4とXbox One(海外版のみ)で発売されている。
2021年9月24日に「Nintendo Direct 2021.9.24」で『ベヨネッタ3』のトレーラーが公開された。発売は2022年10月28日。
2023年3月17日に、ベヨネッタの幼少時代を描いたスピンオフ作品『ベヨネッタ オリジンズ: セレッサと迷子の悪魔』がNintendo Switchで発売。

## あらすじ
ヨーロッパの辺境ヴィグリッド。そこには魔界と月の力を操るアンブラの魔女と、天界と太陽の力を操るルーメンの賢者と呼ばれる一族が数多くいた。双方は「歴史の観測者の力を得る」とされる秘宝世界の目をそれぞれ所有していたが、お互いに不可侵の掟を課すことで世界秩序の均衡を保って共存していた。
しかし、その力を欲し、神の復活を望む「一人の賢者」によって抗争が勃発し、均衡は崩れ去った。100年にも及ぶ戦いの末、抗争自体は魔女の勝利に終わったものの、魔女の力を恐れた人間によって魔女狩りが行われた結果、魔女と賢者の一族は滅び、彼らは歴史から姿を消した。
それから500年後の現代。20年前に泉の底に沈む棺から魔女ベヨネッタが蘇った。自身が魔女であること以外はほとんど思い出せないまま、天使を狩る日々を送るが、突如舞い込んだ情報に導かれヴィグリッドへとたどり着く。そこには彼女の行く手を阻む天使たちが迫っていた。

## 世界観
舞台となるヴィグリッドの街で信仰されている宗教ラグナ信仰では、世界は三位一体構造であると考えられており、人間の住む人間界や妖精が住む妖精界、ヒトダマの住むヒトダマ界など様々な世界が多元宇宙(マルチバース)で構成される混沌界、悪魔の住む魔界、天使の住む天界の三つで構成され、それぞれが重なりあって存在しているとされる。さらにそれぞれの世界の狭間にはプルガトリオ（煉獄）と呼ばれる四つ目の世界が存在し、魔女と賢者はこの世界を通って他の世界を行き来したとされる。なお、劇中の戦闘中はべヨネッタや天使はプルガトリオ世界で行動しており、普通の人間の目に姿が映る事は無い。ただし、気配を感じ取る事が可能な他、香水などの匂いは消す事が出来ない。また、鏡に映せば普通の人間にも姿が見える。

## 用語
混沌界
人間や妖精、ヒトダマなど様々な生き物達が暮らす宇宙(世界)で、天界や魔界などと違いとても不安定であり、惑星（小世界）と呼ばれる小さな世界で構成している。また無数に宇宙が存在しており、それらが多元宇宙(マルチバース)構造をなしている。並行宇宙が無数に存在するほど同じ魂を持った存在並行同位体がいる。
人間界（地球）
べヨネッタ達が住む世界（惑星）。かつて人間界（地球）には、この星を観測するアンブラの魔女とルーメンの賢者の一族がいて、彼らが持つ「世界の目」の力によりこの混沌界の存在を保ち続けていたが、500年前の魔女狩りや天魔大戦により魔女と賢者の一族はセレッサ（べヨネッタ）、ジャンヌ、バルドル以外は皆滅んでいる。
妖精界（並行世界の地球）
遙か彼方の並行世界の人間界（地球）で妖精はその世界に置ける人間の並行同位体に当たる、妖精は人間が持たない不思議な能力を持っているとされる。またべヨネッタの武器「オニキスローゼス」は妖精の魂を加工して作られている。
ヒトダマ界（並行世界の地球）
妖精界と同じ遙か彼方の並行世界の人間界でその世界に住むヒトダマは、妖精と同じ人間の並行同位体に当たる。『ベヨネッタオリジンズ: セレッサと迷子の悪魔』で登場する禁断の森は、この世界の一部である。
天界
神々や天使が住む世界。辺境は美しい自然が溢れる風景で、星の海に至るまでの空間には人間界で消滅したものが浮遊している。空と思しき空間には無数のアフィニティがいる。複数の階級社会により成り立っており、主神ジュベレウスが統治しているが、そのジュベレウスは長い眠りについている。天使たちの目的はジュベレウスの復活と3世界の再統一。ほとんどはその領分をわきまえているが、一部の天使は、人間界に行き人間の魂を奪う者がいる。
魔界
悪魔や魔獣が住む世界。死んだ魔女や悪魔の手にかかった天使などは例外なく魔界に引きずり込まれ、想像を絶する苦痛を永遠に味わい続けることとなる。
魔界に墜ちた物は生物・無生物問わず悪魔化する。前者はロダンと『2』のラボラスとヒュドラで後者は『3』のアンブラの時計塔である。
魔界の森「ジョンスン フォレスト」や、魔界の大河「フレジェトンタ」、地獄の奥深くのマグマの海「ファラリス海」、ゴエティア渓谷、ルキフグス沼、魔界の巨大な洞穴「マーレボルジェ」、「テオティワカン台地」、悪魔達の血で出来た沼「スティージュの沼」や冥界を縦断する大河「ステュクス」などの地名が存在している。
プルガトリオ
煉獄とも呼ばれる狭間の世界。
魔女と賢者はこの世界を通って他の世界を行き来したとされる。劇中ベヨネッタが進むのはこの世界がほとんどで、ここから人間たちへは直接干渉することも干渉されることもない。ただし非生物の類は共有しているらしく、ここで破壊されたものは人間界でも破壊され、物質を介せばプルガトリオへ干渉できる。天使や悪魔達はプルガトリオ世界から人間界へ干渉することができる。普通の人間の目に姿が映る事は無い。ただし、気配を感じ取る事が可能な他、香水などの匂いは消す事が出来ない。また、鏡に映せば普通の人間にも姿が見える。また、妖精のように並行世界からやって来た者達もごく稀に迷い込んでくることがある。
ヴィグリッド
本作の舞台となる街でヨーロッパの辺境にある。ここでは、古来から伝わる宗教ラグナ信仰が存在している。かつては、アンブラの魔女とルーメンの賢者達が拠点としていた場所であり、彼らの残した遺跡などが各地に点在している。街にある賢者と魔女の像の内、魔女の像はそのほとんどが破壊されている。ロダン曰く、ここに住む人間特有の念により天界に極めて重なり合った状態だとのこと。
ザ・ゲイツ・オブ・ヘル（The Gates of Hell）
ロダンが経営するニューヨークのスラム街に建つバー。雰囲気のある内装で、情報の取引などでベヨネッタやエンツォがよく訪れているらしい。
また、エンツォのツケが溜まっている（ロダン曰く「払った試しがない」）。
ゲーム内では臨時出店という理由でいろいろな場所に彼の店に行くことができる赤い魔法陣が出現する。ショップ内ではヘイロウやオーブなどを通貨とするショップとして機能しており、「天使の歌声」というレコードを集めて持っていくと新たな魔導器を制作してくれる。また、アクセサリーなども販売したり、魔導器の複製品（クローン）も制作・販売している。
アンブラの魔女
太古の昔から歴史の表舞台で人々の尊敬を集めていた「ルーメンの賢者」と対をなす一族。
賢者と同じく“世界の秩序を保つ”役割を持ち、構成員は全て女性であった。一人前の魔女は悪魔と契約を結び、その“魔”力の対価に地獄行きを約束している。肉体を極限まで鍛え上げることによる高速移動で疑似的な時間停止をする「ウィッチタイム」を始め、様々な魔導術を体得し、一騎当千の実力を持つ。また賢者と同じく、それぞれが無用な干渉は避けていたが、ある日賢者と魔女の間に対立が起き、賢者と魔女の抗争「天魔大戦」に発展した。大戦は暗殺などを主とする魔女側の勝利で終結したが、天使の暗躍もあって次第に悪魔信仰から天使信仰へとシフトしていく。そして人々による魔女狩りにより、生存者はセレッサ（ベヨネッタ）、ジャンヌを残すのみとなった。『ベヨネッタ2』では、アンブラの魔女の起源は混沌の神"エーシル"から「世界の目」の一つ「闇の左目」を得た部族の子孫であり、 その時代のその時の支配者の傍らで人間達の心の進化を支えてきた。
また、古代エジプトのクレオパトラやフランスのブラディ・マリー、日本の悪狐と阿国など魔女一族の血を受け継いでいる者達が世界中にいたことからか、ベヨネッタとジャンヌ以外にも魔女一族の末裔がいることを示唆されている。
ルーメンの賢者
アンブラの魔女と対を成す光を司る一族。
構成員は全て男性であった。アンブラの魔女が陰ながら世界の秩序を守るのに対し、表舞台に立つ役を担っていた。アンブラの魔女と同じく疑似時間停止の秘術「ライトスピード」をはじめとした天導術に秀でていた。500年前の「天魔大戦」で敗北し、バルドル以外滅亡した。『ベヨネッタ2』では、ルーメンの賢者の起源は混沌の神"エーシル"から「世界の目」の一つ「光の右目」を得た部族の子孫であり、 アンブラの魔女同様、その時代のその時の支配者の傍らで人間達の心の進化を支えてきた。
イザヴェルグループ
ヴィグリッドの街の自治にも大きな影響力を持つ企業グループ。
その影響力は自治のみならず、地域の信仰や世界的な経済にまで及ぶ。表向きは企業グループだが、未知のエネルギーの研究や強大な軍事部門の保有など、到底企業とは思えない組織力をもっている。その正体はバルドルが、主神ジュベレウス復活のための信仰心を集める為と「世界の目」の一つ「闇の左目」を手に入れる為に創設したグループである。
名の由来は北欧神話に登場する、アースガルズの地名イザヴェルから。
イスラ・デル・ソル
ヴィグリッドの沖合いに作られた人工島。イザヴェルグループの富と権力の象徴。
島の中心にはイザヴェルビルが立ち、そこから渦巻き状に道路とその他のビルが立ち並ぶ。だが実際には魔力プラント、神殿、そしてロケット発射施設を兼備えた複合施設であった。またイザヴェルビルを守るように戦略防衛ビル「ギャラルホルン」がいたるところに配置されている。
ギャラルホルン
イスラ・デル・ソルの戦略防衛ビル。イザヴェル・ビルを守るように四方に配置され、対空ミサイルなどの武装を施している。
名前の由来は、北欧神話のヘイムダルが持つ角笛「ギャラルホルン」から。
プロミネンスブリッジ
全長42.195kmの巨大吊り橋。イスラ・デル・ソルとヴィグリッド本土を繋ぐ橋で厳重な検問が敷かれている。
ルート666
プロミネンス・ブリッジへと続く道路。プロミネンス・ブリッジと同じく厳重な検問が敷かれている。
ヴァルキュリア
イザヴェルグループの軍事部門が保有する超大型輸送機。その正体は、人々の信仰心によって動く乗り物である。
名の由来は北欧神話に登場する「ワルキューレ」から。
世界の目
ルーメンの賢者、アンブラの魔女がそれぞれ所有していた秘宝。
二つ揃えば世界を掌握すると言われるほど強大な力を秘めており、両一族が不可侵の掟を守りながら揃わぬよう、だが失われぬよう守り続けてきた。両一族は然るべき者がその身を礎としながら宝石の力で神の目となり、主神ジュベレウス復活の際となる機能を持つ。『ベヨネッタ2』でその正体が明らかになる。
光の右目
ルーメンの賢者が代々守ってきた。最終継承者はバルドル。
闇の左目
アンブラの魔女が代々守ってきた。最終継承者はベヨネッタ（セレッサ）。
魔導器
アンブラの魔女のアイテム。プレイヤーの武器として登場する魔導器の詳細に関しては各作品の項目を参照。
基本的にアンブラの魔女が開発した物と堕天使のロダンが作った物の二種類がある。また、ベヨネッタとジャンヌの髪も悪魔召喚のための魔導器の一種である。
ロリポップ
ベヨネッタが調合したキャンディで、味は美味しくないが興奮作用がある。種類もあり治癒作用のあるエキスを調合したグリーンハーブ、覚醒作用のあるエキスを配合したパープルマジック、精力増強作用のあるエキスを配合したブラディローズ、服用者を魔法障壁で包む効果のあるイエロームーンがある。さらに強力なメガロリポップがある。
魔笛
海の怪物セイレーンが吹いたとされる笛。霊的な高周波を発し、周囲の天使や悪魔、ホムンクルスに大きなダメージを与える。
レッドホットショット
魔女を死の淵から救う、奇跡の魔薬。力尽きた瞬間、自動的に作用する。
ウィッチハート / ウィッチハートのかけら
地獄に落ちた魔女の生命力が結晶化したもの。体力の上限を上昇させる。
かけらは4つ集めて1つ分の効果がある
ムーンパール / ムーンパールのかけら
月の力を秘めた宝石。魔力の上限を上昇させる。
かけらは2つ集めて1つ分の効果がある。
魔女のたしなみ
特殊な香料を配合して作られた魔女の香水。一部の武器には装備に合わせた専用の衣装が用意されており、予めセットすることによって装備毎に変化が楽しめる。
ヘイロウ
天使の生命力を結晶化した、霊的なレアメタル。魔界の取り引きに使われる。
エノク語
天使やアンブラの魔女とルーメンの賢者たちが用いている言語で、アンブラの魔女とルーメンの賢者たちは、主に暗号や魔導術の呪文として使っている。また『2』に登場する悪魔であるはずのアルラウネも、この言語で喋っている。しかし劇場版の天使たちは、人語で喋っていた。

## 主要人物
※担当声優は、ゲーム版 / 劇場アニメ版およびWii U版・Nintendo Switch版・Windows版日本語音声のもの。登場人物の一部はメガネやサングラスなど、目に関するアクセサリーを着用している。
ベヨネッタ (Bayonetta)
声 - ヘレナ・テイラー / 田中敦子
本作の主人公でスタート時点では過去の記憶の大半を失った魔女。本名「セレッサ」。普段は訳ありの死体を埋葬する仕事を生業としている。抜群のプロポーションと美しい黒髪、背中の大きく割れた黒いボディスーツを身に纏った美しくスタイリッシュで超ドSのエンジェル・ハンター。黒いフレームのメガネと口元のほくろが特徴。ゲームでは黒猫、劇場版では三日月のピアスをつけている。胸元のブローチはよく見ると時計になっている。
両手両足に装備した四丁一組の銃「スカボロウ フェア」を駆使した格闘術「バレットアーツ」の使い手。銃以外にも様々な拷問器具や刀、鞭などを操って倒す「トーチャーアタック」(拷問攻撃)や、自身の長い黒髪を依り代に魔神や魔獣を召喚する「ウィケッドウィーブ」によって敵を一掃する。黒いボディスーツは実は彼女の髪の毛で、ウィケッドウィーブ使用時や魔獣召喚時には召喚媒体として髪の毛を使用するため、肌が露になるどころか、手袋と眼鏡以外は、一切の着衣を身に着けていないため、実質、常に全裸という状態である。蝶の翅をもつ魔界の淑女「マダム・バタフライ」と契約しているため、地面に映るベヨネッタの影には蝶の翅が生えている。
ストーリー中のムービーではよくロリポップを舐めている。だが、監督によるとこの飴は一種の興奮剤のようなものであまり美味しくないらしい。
なお、現在の名前「ベヨネッタ」はロダンに名づけてもらったもの。「bayonet」は銃剣を意味し、それをイタリア語の女性名詞に変化させたもの。
性格は上品ではあるが、尊大で人を食った態度が多く、特に敵対する者には容赦のないサディストである一方で、仲間や子供とのやり取りからは優しい一面も見られる。本来は母性が強く優しさや慈しみを持つ性格であり、特に幼くして実親と離ればなれに過ごした過去から「家族」に対して強い思い入れがある。 また、悲惨な過去を送って来たことから自分の弱みを表に出すことを嫌うと共に、優しさ故の精神的な脆さを見せることが度々ある。『ベヨネッタオリジンズ: セレッサと迷子の悪魔』では、かつての育ての親である師匠の魔女モルガナに息子のリュカオンの封印を解く為に利用されるも、息子のリュカオンを傷つけたことに怒った師匠との衝突と悪魔の初代チェシャとの約束を守るため彼女の勇気と決意と覚悟が描かれた。
後にジュベレウスを倒したことや究極召喚の成功を成したことにより彼女は、創世の魔女と呼ばれることとなる。
『大乱闘スマッシュブラザーズ for Nintendo 3DS / Wii U』に追加DLCキャラクターとしての参戦。『ベヨネッタ1』と『ベヨネッタ2』版がカラーバリエーションで使用可能となっている（性能の違いはないが、見た目以外には声が変わる〈日本国内版のみ〉）。
『大乱闘スマッシュブラザーズ SPECIAL』にも参戦。前作同様、『ベヨネッタ1』と『ベヨネッタ2』版がカラーバリエーションで使用可能となっており、それぞれ銃の発射音が異なる。
※”闇と暴虐の淑女”マダム バタフライ(MADAMA BUTTERFLY)
ベヨネッタが契約した地獄の淑女。ゲーム中に登場するのは彼女の影のみ。無念の内にこの世を去った高貴な女性が地獄で転生した姿とされる。
美しい羽を持つ蝶のような姿をしているが、外見とは裏腹に残酷そのものであると魔界でもその名を轟かせ恐れられている。術者が魂と引き換えに契約を結ぶことで、その知恵と強大な力、主にウィケッドウィーブによる攻撃の際に力（手足）を貸してくれる。
召喚時の呪文は「"PDI BARMA"」（意訳：悪魔の名前はカコダイモーン）、『3』では、「"CIAOFI BALZARG"」（意訳：恐怖の執事）である。
※”闇の落とし子”チェシャ
かつてセレッサ（ベヨネッタ）が初めて召喚した悪魔だが、魔導器である髪に宿すのに失敗し、すんでの所でセレッサが持っていたぬいぐるみの「チェシャ」に乗り移り生き延びた。性格は獰猛で怖いもの知らず。生まれて間もないせいか、悪魔としての知識や魔界のことは知らないが魔界に帰りたい気持ちがある。しかしセレッサは魔界に送り帰す方法を知らず召喚してしまったため、「アヴァロンの森」でチェシャを魔界に帰す方法を探す旅を二人でしたことがある。最初はセレッサとはイヤイヤな関係だったが、次第にセレッサの影響で人間らしい心が芽生えていく。その正体は、如月の満月の夜に生まれるという”闇の落とし子”と呼ばれる特別な悪魔。そのせいでモルガナや息子のリュカオンに狙われてしまう。その後セレッサと別れて魔界に帰り、修行の旅をして偉大な悪魔となる。『ベヨネッタオリジンズ: セレッサと迷子の悪魔』に登場。『ベヨネッタ3』に登場する”闇にはぐれしもの”チェシャは、初代と同じ”闇の落とし子”で二代目にあたる。
召喚時の呪文の「"BAATAIVA TORZU"」（意訳：大気の精霊の王よ、立ち上がれ！）は、セレッサが悪魔召喚に失敗した時に使用したものと同じ。
ジャンヌ (Jeanne)
声 - グレイ・デリスル / 園崎未恵
ベヨネッタと同じ「バレットアーツ」の使い手でアンブラの魔女。天使と行動を共にしており、ベヨネッタの行く先々で現れ彼女を挑発する。ベヨネッタとは対照的に銀髪で赤いボディースーツを身に纏い、バイクを乗りこなし、男口調で話す。赤いフレームのメガネを着用しているが、顔にかけず額に付けている。終盤の対決ではベヨネッタと同じように髪を変化させた同型の白い衣装（ただし、胸元の三日月はベヨネッタの逆向き）に身を包み対決する。彼女の過去を知っているようだがその思惑は不明。
実はベヨネッタ（セレッサ）の幼馴染。ベヨネッタが受け継いだ「闇の左目」を守る為に封印する形で彼女を湖に沈めたが、その後、「闇の左目」を狙うバルドルに捕まり精神操作を施されて操られていた。
終盤にベヨネッタと対決して敗れた事で正気を取り戻し、ジュベレウス復活の為に宇宙に連れ去られたベヨネッタを救い出した。
劇場版ラストでは2人の幼い頃の邂逅場面が描かれている。
劇場版によれば、普段はハイスクールで歴史を教える教師である。
設定資料集やスタッフによると、好きな飲み物は緑茶、携帯電話も使えない機械音痴で、私生活はだらしなく、500年前に販売された高級人形店「ピュグマリオン」で買ったぬいぐるみの「チャールズ」を宝物にしている(他にも「ルイス」と言う黒猫のぬいぐるみを持っており、ベヨネッタ（セレッサ）とは「ルイス」を巡って戦った過去がある)。エンディング後はベヨネッタと同棲している。
名前の由来はジャンヌ・ダルク。
物語終盤で操作できる場面がある他、難易度ノーマルで全チャプターのリザルトをプラチナアワード以上にすると使用可能キャラとして登場する（ストーリー中のムービーはベヨネッタのものがジャンヌのグラフィックになるが、声はベヨネッタのままでまたストーリー内容も変わらない。これは他の使用可能になるキャラも同様である）。
※”死を定めるもの” マダム・ステュクス(MADAMA STYX)
ジャンヌと契約した冥界を縦断する大河・ステュクスを治める女王。物静かで常に冷静に振る舞うが、ひとたび怒らせればどんなに命乞いしようとも冷酷無比な方法でその魂を刈り取ると言われる。眠りについた人間に止まる蛾は、この悪魔のため息から生まれた使いであり、魂を地獄へと誘う案内人であるとして、太古の時代から人々に恐れられた。術者がその魂と引き換えに契約を結ぶことで、その強大な力と知恵を貸してくれるが、これまでに何人もの魔女が召喚術に失敗し、この悪魔の餌食になったと伝えられる。
召喚時の呪文はベヨネッタと同じ「"PDI BARMA"」。『3』では、「"CIAOFI BALZARG"」である。
ロダン (Rodin)
声 - デイブ・フェノーイ / 玄田哲章
スラム街でバー「The Gates of Hell」を営むバーテンダー。魔界の名工。ベヨネッタの名付け親でもある。物静かな性格だが、巨体から滲み出る威圧感は相当なもので、店での抗争はご法度と言われるほど無法者達から一目置かれている。店のメニューには洒落たカクテルからストロベリーサンデーまで揃っている。
裏で武器の製造と販売を請け負う闇商人の顔を持ち、その筋では“魔界のガンスミス”と呼ばれている。スカボロウ フェアを始めベヨネッタに様々な武器や道具を提供するが、その理由は不明。「天使の歌声」と呼ばれるレコードと引き換えに武器を調達してくるが、調達は命がけらしく、いつも血まみれになって武器を持ってくる。
見た目とは裏腹に世話焼きで子供っぽく、ペンギンが好きというお茶目なところがある。『3』では、天界や魔界だけでなく混沌界のマルチバース間も移動しており、並行世界β1でテレビ出演している。
名前の由来は彫刻家オーギュスト・ロダン。
ベヨネッタ開発初期段階では、メフィストと名付けられていた。
『大乱闘スマッシュブラザーズ SPECIAL』にはアシストフィギュアとして登場。
“無限の者”ファーザーロダン (Father Rodin)
若かりし頃のロダン。
神や天使のために武器を生み出していた偉大な天使だったが堕天し、魔界に堕ちることになるがそこでの生活にも飽きて人間界に移った。その時の姿が通常のロダンである。頭上のヘイロウはジュベレウスと同じ形。
ストーリー中には登場せず、ショップで隠しアイテム「プラチナチケット」を買うことで戦える。
エンツォ (Enzo)
声 - Allan Groves / 高木渉
街のゴロツキから悪魔狩人のなんでも屋まで、相手を選ばず商売をする裏社会の情報屋。したたかで抜け目ない性格と危険を嗅ぎ分ける嗅覚を駆使して裏社会を渡り歩いてきており、豊富な人脈と情報網を持つが小心者でもある。ベヨネッタとは腐れ縁で、様々な情報を斡旋する代わりに多額の報酬を要求してくる。愛妻家で子煩悩。妻の名は「カカ」で、息子と娘は「エド」と「エドナ」という名である。ベヨネッタの戦いで車を破壊されて機嫌を悪くする事がある。
ルカ・レッドグレイヴ (Luka Redgrave)
声 - ユーリ・ローエンタール / 浪川大輔
フリーのジャーナリスト。20年前、ベヨネッタを発見した父アントニオが彼女の目覚めと同時に四肢を引き裂かれ死亡する様を目撃して以来、父の仇としてその正体を暴くことを目的にベヨネッタを追い続けるが、時折、彼女のスタイルにヤラシイ目で見とれている事もしばしば。劇場版ではベヨネッタの裸を見て激しくうろたえるなど純情な一面も見せている。
常人離れした体力の持ち主である他、レザースーツの袖にフックショットを仕込んでおり、危険な場所にも臆する事無く飛び込んでいく。車からヘリコプターまで様々な乗り物の運転もこなす。ナルシシズムが強く直情的な性格でベヨネッタに「チェシャ」とからかわれる事が多いが、時には彼女を出し抜く活躍を見せる事もある。
実は、かつてセレッサ（ベヨネッタ）がまだ幼い頃に出会った魔女モルガナと妖精王アーサーとの間に生まれた子供である「リュカオン」が転生した姿であることが『ベヨネッタオリジンズ: セレッサと迷子の悪魔』で判明する。
大の動物好きで、3匹のメス猫とメス犬を飼っており、メス猫達はそれぞれ、「クレア」、「シルヴィア」、「トリッシュ」と言う名前で、メス犬の名前は「アミー」である。(彼の前世のリュカオンも白いオオカミを飼っていた)
レッドグレイヴという姓はDMCの主人公であるダンテが過去に「トニー・レッドグレイブ」という偽名を使っていたのが元ネタ。
リュカオン (Lukaon)
声 - ハリオット・カマイケル / 村瀬歩
『ベヨネッタオリジンズ: セレッサと迷子の悪魔』に登場する、アヴァロンの森に入ったセレッサを助ける声の正体。 彼の助けを借りて、セレッサはいくつかの危機を無事に渡します。 しかし、リュカオンは助けが必要な状態であることを知ったセレッサは、リュカオンを助けることにし、アヴァロンの森の深いところまで行くことになる。 リュカオンを訪れたが、彼は巨大な水晶に封印された状態だった。 実は、彼は人間と妖精との間に生まれた子供で。 父である妖精王国の王アーサーはかなり進歩的な思想を持っていたので、人間に友好的な立場を取っていたが、これを拒否する勢力と摩擦をもたらした。 そしてすぐに妖精王国では部下のプーカの反乱が起こり、父と一緒に殺される。 しかし、アンブラの魔女だった母親のによって半分封印された状態であったこと。その魂は、白いオオカミに移され無事だった。多くの時間が過ぎていよいよセレッサが自分の肉体があるところまで到達し、念願していた復活が近づくと嬉しい。 そして、自分が復活するためには、2月の満月が浮かぶ日の夜にのみ誕生する純粋な悪魔の魂を生け贄にして復活しなければならないため、チェシャを犠牲にしなければならないと言う。 チェシャと友達になったセレッサは拒否してしまう、悪魔は心のない獣、魂を食い尽くし、魔女たちもただ武器としてしか使わないのが悪魔だと言う。 それにもかかわらず、セレッサが完全に拒否すると、もはや時間がなかったリュカオンは躊躇だったが、リュカオンは妖精の力を解放し、犬の妖精クー・シーに酷似した姿に変身する。セレッサを攻撃してチェシャを生け贄に復活を準備する。 セレッサとチェシャが力を合わせてリュカオンを制圧すると、人間と悪魔が友達になることができることに気付いたリュカオンは大きく感動し、自分の復活をあきらめる。リュカオンが死ぬことを望んでいなかったセレッサは、リュカオンを自分の師匠、モルガナに連れて行くことにする。しかし、リュカオンの死を望む妖精たちと妖精王を名乗るプーカの追撃があったが、モルガナの力によってプーカは殺され、残った妖精たちも逃走する。 セレッサはモルガナにリュカオンを助けてほしいと懇願する。 するとモルガナは怒り、「なぜその悪魔を生け贄に捧げなかったのか？」と尋問する。実はモルガナは、リュカオンの母で妖精王アーサーの妻でもある。すべてがリュカオンのためのものだったが、セレッサの情のためにすべてを台無しにしたとセレッサを非難する。モルガナは敵意を明らかにし、自分が直接チェシャを生け贄に捧げようとする。しかし、リュカオンが近づいてモルガナに戦いを止めようとする。 だがモルガナはただリュカオンは混乱しているだけと言い、リュカオンを戦いの場から離れさせる。しかし、友達を守るために覚醒したセレッサとチェシャの前にモルガナは結局敗北し、モルガナのアンブラの時計が破壊され、同時に彼女も死亡する。リュカオンは、白いオオカミから抜け出てきて、セレッサとチェシャに「母様を止めてくれてありがとう」と言い、正式にセレッサと友達になる。 そして母の魂に近づき、彼女の懐に抱かれる。 モルガナに感謝の言葉と大丈夫という言い、暖かいという言葉と一緒に最後に「もう一度だけ、こうして眠りたかったんだ」と言って昇天する。
そして500年後に彼の魂は、「ルカ・レッドグレイヴ」と言う人間に転生し、ベヨネッタ（セレッサ）と再会することになる。
セレッサ (Cereza)
声 - ステファニー・シェー / 沢城みゆき
警戒が厳重なヴィグリッドにやって来た謎の少女。ある出来事で出会ったベヨネッタを「マミー（お母さん）」と呼んで慕う。劇場版ではベヨネッタと同じ時計のブローチを持っていた。
その正体は、過去から連れて来られたベヨネッタ本人。魔女に育てられていたものの、禁を犯した存在である為に母は監禁されており、自身も一族から疎外されている。バルドルの策略により「闇の左目」覚醒の為に連れてこられた。手にしているぬいぐるみの名前は「チェシャ」。
名前の由来は、イタリア語で桜を意味する。
バトルイベントではセレッサを天使の攻撃から守りながら戦うバージョンもあり、彼女の体力ゲージがゼロになるとゲームオーバーとなってしまう。
バルドル (Father Balder)
声 - リアム・オブライエン / 若本規夫
現代におけるルーメンの賢者唯一の生き残り。ヴィグリッドに拠点を置く巨大複合企業体「イザヴェルグループ」の最高幹部。年齢500歳以上。生年月日1379年10月25日生まれ。出身ヴィグリッド。 その地位と自身のカリスマ性から街の人々の崇拝の対象となっている。貴金属コレクターであり、彼が売りに出そうとした宝石を追ってベヨネッタはウィグリッドに赴いた。
かつては、北欧神話の光の神バルドルにちなみ名付けられ、賢者一族の次代の長となる為に育てられた人物である。
主神ジュベレウスによる新しい世界を作るため、アンブラの魔女に伝わる「闇の左目」を手に入れるために、禁を破って魔女ローサとの間に子供（セレッサ）をもうける。その後、魔女狩りを扇動しジュベレウスへの信仰を広めることに成功するも、その際は左目確保には失敗しており、500年後に再度ベヨネッタ（セレッサ）の身柄を手に入れるために諸々の策を行使する。
最終的に世界の目を開眼させ野望達成と思われたが、そこに介入したジャンヌに闇の左目（ベヨネッタ）を奪い返されたことによって暴走したジュベレウスに取り込まれた。
その後『ベヨネッタ2』のプロローグでジュベレウスの残骸から放り出されて登場し、「さらばだ、我が娘よ」と言い残して消滅している。妻ローサについても最初こそ利用目的で接触したが、次第に本気で彼女を愛する様になった事が窺える。
ローサ (Rosa)
ベヨネッタ（セレッサ）の母でアンブラの魔女。
かつては、魔女一族の次代の長となるほどの実力の持ち主だったが、禁忌を犯しルーメンの賢者であるバルドルと密通してセレッサを産み、その罪で娘と引き離され長らく牢に幽閉されていた。ベヨネッタが身に付けている時計のブローチは彼女が誕生日にプレゼントしたものである。
なお、かつてベヨネッタ（セレッサ）が持っていたぬいぐるみの「チェシャ」は、時計のブローチと同じく誕生日にプレゼントした彼女の手作りらしく、荒い縫い目と自分の髪の毛とボロボロの古着の切れ端で作っており、ベヨネッタと同じく手先が不器用だったので、愛くるしいと言えなくもない形になってしまった。
劇場版では「闇の左目」のためバルドルに利用されていると知りながらも愛し続け、彼の暴走を止めるためベヨネッタにまじないを刻んだバルドルとの思い出の口紅を託し事切れた。
「2」では条件を満たすことで使用可能。武器は「アンフォーギブン」のみ。
名前の由来はイタリア語で薔薇を意味する。
アンブラの長老 (Umbran Elder)
声 - Jenny O'Hara / 鈴木れい子
かつてアンブラの魔女達を統べていた老年の魔女。一族の掟にとても厳格。
アントニオ・レッドグレイヴ (Antonio Redgrave)
声 - George Ball / 大友龍三郎（劇場版）宮林康
ルカの父。ルカ曰く、“俺なんかよりずっと有能だった”ジャーナリスト。あるネタを取り憑かれたように追っていたらしい。彼の残した手記が収集要素かつ攻略のヒントとしてフィールド上に点在する。古代より魔女一族と賢者一族の伝承などを研究していたが、バルドルの依頼で「湖に眠る魔女」（ベヨネッタ)を調査しにルカを連れて湖に行く、湖の水中深くに棺を発見するも、バルドルに唆された天使達に四肢を引き裂かれ殺害された。（ルカは目覚めたベヨネッタがやったと長い間誤解していたが、当時の幼かった彼はうっすらとだが天使が見えており、その天使が父親を殺害したことをゲーム終盤で思い出す)
モルガナ (Morgana）
声 - エマ・フィールディング / 榊原良子
『ベヨネッタオリジンズ: セレッサと迷子の悪魔』に登場する、セレッサ(ベヨネッタ)の育ての親で魔導術の師匠のはぐれ魔女。元は魔女一族から追放された追放者であり、禁止された古代魔導術すら会得した非常に危険で強力な魔女。禁忌の子であるセレッサを引き取り育てるなど面倒見がいい性格である。いつも冷たく見えるが、その中にある温かさに触れたセレッサはモルガナに大きな信頼を寄せた。 モルガナは悪魔がどれほど危険な存在かを知らせ、家の近くにあるアヴァロンの森には絶対に行ってはいけないと忠告していたが、それを破ってアヴァロンの森に入ったセレッサを助けるためにいくつかの魔導術を使い、セレッサを補助する。 セレッサが使う魔導器もモルガナがくれた物。
彼女の正体は妖精界の妖精王国の王妃であり、リュカオンの母。アヴァロンの森を訪問した際、妖精王アーサーと恋に落ちた。彼からの求婚を受け、彼女は魔女一族の法に則り一族から追放され妖精界で結婚し、息子・リュカオンに恵まれ幸せな家庭を築こうとしていた。しかし夫の部下のプーカのクーデターによりアーサーが殺された上、息子までプーカにより身体を封印され(魂は無事）、更に人間界に追放され二度とアヴァロンの森に行くことも妖精界に帰ることも出来なくなってしまう。モルガナはリュカオンの復活を助ける見習いアンブラの魔女達を訓練し始めた。 自分は近づけないアヴァロンの森に小さな少女を送り、2月の満月の夜にのみ誕生する純粋な悪魔の魂を犠牲にすれば、リュカオンが再び肉体を取り戻して復活することができるとされるが、何百人もの子供を訓練しても激しい妖精たちの抵抗により叶わずにいた。 時間が経つにつれてリュカオンにかけた魔法がますます弱まり、機会が少し残らなくなった。モルガナはあきらめずに試み続けた結果、突出した才能を持って生まれたセレッサに会うことになった。
モルガナの期待通り、セレッサは見事リュカオンの居場所に到達することに成功した。 しかし、チェシャと友達になったセレッサはチェシャを犠牲にしなかったため、リュカオンの復活が失敗し、怒ったモルガナはセレッサとチェシャを攻撃する。モルガナを攻撃するのは嫌だったが、大切な友達チェシャを守るためにセレッサは覚醒し、ウィッチタイムを使う。モルガナは魔導舞踏(後のデーモンマスカレード）により「魔境を犯せし者」に変貌するが、セレッサ達の友情の前には通じなかった。 モルガナは結局敗北し、セレッサの「さよなら」と共に最後の一撃を受ける。 モルガナのアンブラの時計が破壊され、同時に彼女も死亡する。 彼女の魂はリュカオンと最後の挨拶を交わし、アンブラの魔女の運命によって魔界に連れて行かれる。

## エネミー

### 天使
ベヨネッタ（アンブラの魔女）と対立する存在。魔女同様にプルガトリオに存在し、普通の人間には見えない。また、ダメージを受けると外皮が剥がれ本来の醜い姿が露出する。複数の階級（ヒエラルキー）が存在しており、
★主神
★四元徳
★上級三隊「父」
・最上位「熾天使」
・第二位「智天使」
・第三位「座天使」
★中級三隊「子」
・第四位「主天使」
・第五位「力天使」
・第六位「能天使」
★下級三隊「精霊」
・第七位「権天使」
・第八位「大天使」
・最下位「天使」
と細分化されている。
以下の説明文は、階級が低い順、同じ階級のものは通常の天使は頭文字のアルファベット順、ボスは登場順に表記している。
☆は次作『ベヨネッタ2』にも登場する。
★下級三隊「精霊」
アフィニティ「天使」☆
天使の最下級「精霊」に属する天使。人の体型に近い体を持ち、鳥類のような頭部と純白の翼を持つ天使。頭上に頂いた光輪で迷える者の行く道を照らすと信じられている。単体かアプラウド等の上位種に従えられて大量に発生し、圧倒的な物量で攻めてくる。また、「杖」「ラッパ」「大ラッパ」「フレイル(トゲ付き鉄球)」「ハルバード」の5種の武器を装備したタイプも存在する。
『ベヨネッタオリジンズ: セレッサと迷子の悪魔』にも登場する。原作と異なりボスと同等の存在として登場していることから、幼きセレッサにとってはこの程度の天使でさえも脅威の存在であることがうかがえる。
ディア＆デコレイションズ 「天使」☆（デコレイションズのみ）
顔に羽が生えたような下級の天使。威厳に満ちた顔を持つディアが、赤子の顔のデコレイションズを無数に伴って現れる。霊的な力が低いそうで、人間界で比較的目撃例の多い天使の模様。
エンチャント「天使」
車輪のような輪の中に顔がある姿をした天使。人が神の領域に立ち入らないようにする監視者として、神への報告、さらに人間の悪しき行いを正す役目を担っている。
アプラウド「大天使」☆
精霊の中でアフィニティより1つ上の上位種。信仰者が強く念じれば救いの手を差し伸べてくれると信じられている。姿は巨大なアフィニティで、法衣のようなものを着ている。赤と青の2種が存在し、赤が双剣で青が杖を持つ。
アーダー「権天使」
天使下位三隊「精霊」の最上位種で権天使の位を冠した神使。悪霊からの守護を司り、その身に堅牢な鎧と盾を備えている。幸福を侵す悪しき者に対して容赦なく神力を振るうその姿は、救いを求める人間から強い崇拝の念を集める。武装したアプラウドで、盾は銃弾を弾き返し、剣による凪ぎ払い攻撃が強力。
アイレニック「権天使」
車のような姿をしているが有史以前から存在するれっきとした天使。攻撃は弾を撃ってくるか爆弾を落とす単調なもの。
★中級三隊「子」
ビラブド「能天使」☆
天使中位三隊の「子」に属する筋骨隆々でアプラウドより更に大型の天使。より霊的な存在に近くなり、天に仇なす悪しき者たちを滅ぼす役割も担っている。戦闘能力に長けており、悪魔との争いでは彼らの目覚しい活躍が良く見られる。ベヨネッタをはるかにしのぐ巨体からの巨大な斧での叩きつけや凪ぎ払いが強力。
キンシップ｢能天使」☆
魔の物を討ち滅ぼすことを使命とした能天使において、天使の一軍を戦場に運ぶ役目を持つとされる存在。無数の天使を率いて飛ぶ姿は雄大で、それを幸せの到来と捉えるものもいた。船の姿をした天使。艦首のレーザーと背中のミサイルの高い火力を持つだけでなく、数隻で現れたり、複数のアフィニティを連れて現れることも。
フェアネス「力天使」☆
実在像としての炎を用いた奇跡を司る力天使。その力は勇気を象徴されるとされる。犬のような大型の四足歩行の天使で鎧と火炎を纏い、素早い動きで噛みつきや突進、火球を吐いて攻撃する。
グレイス＆グローリー「力天使」☆
炎を纏う「グレイス」と雷を操る「グローリー」の2体1対の双子の天使。常に2体1組で神を護衛している。2体とも気性が荒く、天使の兵卒を率いる軍神として神話の中で描かれることも多い。人々の間で「双子は普通の人間より霊力が強い」と信じられているのは彼らの影響によるものといわれている。素早い動きで敵を翻弄し、その腕に携えた巨大な爪の神具で攻撃してくる。
フィアレス「主天使」☆
天使のヒエラルキーにおいて第四位に数えられる主天使。神の裁きと畏怖される雷を操り、人々に神の威光を知らしめることを役割とする。フェアネスとペアになって現れることが多い。
ハーモニー「主天使」
「統治」「主権」「支配」を意味する主天使の中でも、「調和」の名を持つこの天使は、特別に平和の象徴と捉えられている。エイのような姿をした天使で空中から射撃攻撃をしてくる。
★上級三隊「父」
インスパイアド「座天使」☆
天使上位三隊の「父」のヒエラルキーに属する天使で、座天使と呼ばれる。このクラスの天使は非常に高位な霊的存在であり、人間が出会う事はまずない。唯一神たる主を運ぶ戦車の車輪として描かれることが多いが、実際は巨大な蛇のような姿をした天使。
ブレイブス「智天使」
ビラブドの上位種で、自身を3体に分けた天使。3体が揃うと合体して巨大化する。「神を運ぶもの」と伝えられており、3体の時は能天使の位だが、本来の姿になった際は上級三隊の智天使である。天界随一の豪腕を誇ると言われ、その攻撃は強力である。
原種よりも小柄になったことで機動力が強化されジャンプ攻撃が可能となったほか、合体後も原種より動きが素早くなっている。
グラシアス＆グロリアス「熾天使」
天使の九階級における最上位の天使「熾天使」で、神への愛と情熱を司る、純白の鎧を纏ったグラシアスと、漆黒の鎧のグロリアスは、二体一組でいることが多いとされるが、その強大な力故に魔の軍勢との戦の場に現れた記録はなく、今ではその存在自体が伝説的であり、実在するかどうかも含めて諸説ある。グレイス＆グローリーの上位種。金と白がグラシアスで金と黒がグロリアス。この敵のみ、一定以上の難易度でしか出てこない。
ジョイ「熾天使」
天使のヒエラルキーの最上位に君臨する「熾天使」の一人。このクラスの天使は、物質的な概念を超えた霊的な存在。彼らがとる姿も川の流れのように不定形で、一時的なものでしかない。時に人間の女性形に似た姿を見せる熾天使ジョイは、姿を変えるどころか、その身を分離させて複数の意識を持つことすら自在だという。
女性の姿をした裸に近い衣装の卑猥な天使(特に初登場とウィッチタイムの拷問はかなり過激)。ベヨネッタのような装備をしており、ベヨネッタに化けてセレッサを拐おうとした。
★四元徳
フォルティトゥード　☆
声 - George Ball
中世の時代、霊力の強い人々の間で、天の理を威すと信じられた偉大なる意思「四元徳（カーディナルバーチュズ）」の一人で、「忍耐、勇気（フォルティトゥード）」と呼ばれる人知を超えた存在。逆さまになった顔には巨大な双頭の龍が生えている。
テンパランチア　☆
声 - ユーリ・ローエンタール
四元徳のうち、「節制（テンパランチア）」の意志を体現する天使。城のように聳える胴体に巨木のような二本の腕で現れ、竜巻を操る力を持つ。
ユスティジア　☆
声 - ステファニー・シェー
四元徳のうち、「正義（ユスティジア）」の意思を体現する天使。幾つもの顔の塊に無数の触手が生えた異形の姿をしている。天の意思の中で最も魔界に近い意思とされ、正義を成すことの難しさや見方を変えれば悪にも転ずるという危うさがこのような姿として表れるのではないかとされる。
サピエンチア　☆
声 - デイブ・フェノーイ
実体として描かれる「思慮、叡智（サピエンチア）」の意思は、大海原を泳ぐ海獣のような姿をした天使。人々が生命の源たる"母なる海"に、思慮、叡智のイメージを重ねたためと言われる存在。四元徳(カーディナルバーチュズ)の中で、慈愛に満ちた天の意思を代表するもの。トカゲのような四肢動物に似た巨大な天使で体中の砲門からミサイルを撃ってきたり、海中からベヨネッタに噛みついてくる。
★主神
ジュベレウス（Dea Jubileus）
声 - グレイ・デリスル
世界を創造した主神。本作のラスボス。名前の由来は「祝宴」「祝祭」であり、物質世界に縛られる人々が実際に口に出すことが不可能な音節で構成される真の名を自らの言葉に置き換え、それを唱えることで天の意志を自らの喜びとしようとしたとされる。「Dea（デア）」はラテン語で「女神」を表す語である。
もともとは世界の頂点にいたものの、ファーストハルマゲドンにより主神の地位を追われ、天界に追いやられて長い眠りにつくことになった。天使たちの目的はジュベレウスの復活と3世界の再統一。
その後、バルドルが開眼させた光の右目と闇の左目の力により顕現しようというところにジャンヌが介入し、ベヨネッタを救出したため宇宙新生は阻止されたが、それによって力が秩序を失い、バルドルを取り込み暴走してしまう。ベヨネッタはジャンヌとともにクイーン・シバを召喚して対抗し、最終的にジュベレウスは太陽に封印されることとなった。その後のエンドカードではシバの持つ遺影の中でピースしている。

### 魔導兵器
ゴーレム
その昔、自国を侵略戦争から守るために魔女と賢者の一族が作り上げた、巨大な兵器。魔女あるいは賢者だけがこの巨大な物体を使役する術を持ち、怪物のような姿に変化させて敵を襲わせたという。通常時は球状の姿をしているが、戦闘では巨腕、竜、鳥などに変形して襲ってくる。露出したコア以外は攻撃を受け付けない。

## ゲームシステム

### 難易度
難易度は初めはVery Easy、Easy、Normalの3段階であるが、NormalをクリアするとHardが、これもクリアするとDMCの「DANTE MUST DIE」に相当する最高難易度「∞ (NON-STOP) CLIMAX」が出現する。「∞ (NON-STOP) CLIMAX」は後述のウィッチタイムを一切発動できず、敵も大幅に強化されている。Easy以下は攻撃以外をほぼ全自動で行うオートマチックモードを行使可能。ジャンヌを使用するには難易度Normal以上で全てのチャプターでプラチナアワードを取る必要がある。

### アクション
作中では、アンブラの魔女であるベヨネッタとジャンヌが操る超常力「魔導術」として、魔女の格闘術バレットアーツの他、満月の力を借りて壁や天井を歩くウィッチウォークなど、様々な能力がある。
ウィッチタイム
高速で行動する魔女の秘法。敵の攻撃をギリギリで回避することで発動し、一定時間周囲がスローモーションになるとともに敵を無防備な状態にする。この間は敵からの被ダメージ判定がなくなり、敵の放った飛び道具を打撃で跳ね返す事もできる。ただし地形ダメージは回避できず、さらにダメージを受けるとウィッチタイムは解除される。賢者側ではこれをライトスピードと呼ぶが、特に違いは無い。
難易度が「∞ CLIMAX」の場合はアクセサリーの効果を除いて一切発動できない。
ウィケッドウィーブ
契約を結んだ魔人の手や足の一部を召喚して敵に大ダメージを与える。ベヨネッタは魔界の淑女マダム バタフライと、ジャンヌは冥界の河ステュクスを収める女王マダム ステュクスとそれぞれ契約している。
主に連続攻撃の最後の一撃に使われるが、ボス戦や特定のアイテムを装備することで、全ての攻撃がウィケッドウィーブになるアンブラン・クライマックス状態になる。
トーチャーアタック
その名の通り、敵を拷問にかける攻撃。魔力ゲージを8つ消費して発動する。出現する拷問具は敵の種類とその時のベヨネッタと敵の位置関係によって決まり、一部の弱い敵は即死、それ以外の敵には大ダメージを与える。武器を携える天使はトーチャーアタックで倒される際には必ずその武器を落とす。
攻撃時には特定のボタンの連打もしくはレバガチャを要求され、ゲージを満タンにすることでボーナスを入手可能。連打量は“○○ Megaton”と時計で表示される。
★アイアンメイデン（鉄の処女）
※◯連打
敵を蹴り飛ばし、後方に現れたアイアンメイデンに放り込んで処刑する。主にアフィニティ系の天使に対して正面にいた場合に発動する。
対応する呪文はベヨネッタで「"BIAH MICALP!"」（意訳：我が力を見よ！）、ジャンヌは「"EMNA OL"」（意訳：ケダモノが！）、『2』のローサは、「"BALTIM"」（意訳：正義よ！）である。
★ギロチン
※◯連打
ギロチンに拘束し、ベヨネッタが尻にハイヒールキックを連打した後に指を鳴らして斬首する。こちらもアフィニティ系に使用する技で、背面にいた場合に発動する。
対応する呪文はベヨネッタで「"PIR ZIXLAY"」（意訳：聖なる者は曳き回されよ！）、ジャンヌは「"ZENRZA"」（意訳：誓え！）、『2』のローサは「"LOLCIS"」（意訳：後ろの線路よ！）である。
★エターナルグレイブ（墓石）/16tヘビーボム（分銅）
※◯連打
頭上目掛けて墓石を叩き落として圧殺する技。ダウン（頭上に星が飛び出した敵）に対して発動する。稀に16t分銅が落ちてくる。
対応する呪文はベヨネッタで「"BAHAL"」（意訳：泣きわめけ！）で『2』のローサは、「"IALPON"」（意訳：燃えよ！）である。
★セインツ・ギャロウズ（首吊り）
※◯連打
空中で発動する技。鎖の首輪を敵に巻いて引っ張る事で敵が引きちぎれる。
対応する呪文はベヨネッタで「"PIADPH"」（意訳：死地に陥って）、ジャンヌは、「"YULCI"」（意訳：剣よ！）、『2』のローサは「"GROSB"」（意訳：苦しみを突き刺せ！）である。
★チェーンソー
※△連打
ハーモニーに対して発動する技。ハーモニーの背中に飛び乗りチェーンソーを取り出して真っ二つに切り裂く。使ったチェーンソーは天使武器になる。
対応する呪文はベヨネッタで「"ALCRETE!"」（意訳：燃えよ！）、ジャンヌは、「"ADRPAN"」（意訳：絶望しろ！）。
★スパイクウィール(トゲ車輪)
※◯連打
犬系の敵に発動する技。相手の頭に叩き落とし、ベヨネッタが車輪を蹴り上げて回転させて引き裂く。
対応する呪文はベヨネッタで「"TELOCH"」（意訳：死を！）でジャンヌは、「"NAPTA"」（意訳：従え！）、『2』のローサは「"GROSB"」（意訳：苦しみを突き刺せ！）である。
★ラスト・ライツ（万力）
※スティック回転
手の形をした万力。双子の猿の敵に発動し、スティックを回転させることでベヨネッタがハンドルを回して圧殺する。
対応する呪文はベヨネッタで「"IALPRG!"」（意訳：燃えよ！）、ジャンヌは、「"ZENRZA"」（意訳：誓え！）、『2』のローサは「"TONUG"」（意訳：汚せ！）である。
★エンジェル・オン・トップ（三角木馬）
※□連打
ジョイに対して発動する技。出現した木馬の頭部にベヨネッタが座り、ジョイを鎖で手足を拘束して木馬に座らせ、締め付けて引き裂く。縛り方は亀甲縛り。
対応する呪文はベヨネッタで「"MICMA"」（意訳：見よ！）、ジャンヌは「"ZENRZA"」（意訳：誓え！）。
ビーストウィズイン
獣に化けることで、野生の力を得る。豹や山猫に変身すれば高速移動や長距離の跳躍を可能となり、カラスやフクロウに変身すれば飛行もできる。また攻撃を当てられた瞬間に回避すればコウモリや蛾に変身と同時にウィッチタイムも発動できる。
大魔獣召喚（魔界獣記）
ボス級の敵を相手にした時のトーチャーアタックに相当するもの。イベント的に発生し、表示されるコマンドを入力する事で敵に大ダメージを与える。魔獣と契約した魔女は死後天国にも地獄にも行く事のできない存在となる。
コンボ中に大魔獣召喚した場合、トーチャーアタックとしてコンボにカウントされる。
“滅びを喰らうもの”ゴモラ
魔界の森「ジョンスン フォレスト」に生息する猛獣。 非常に獰猛な性格であり、動く物は全て獲物とみなして食らいつく。また、縄張り意識も強い為常に単独で行動する。好物の天使を餌にしてやれば比較的扱いやすく、ベヨネッタは好んで召喚するが、未熟な者が魔導術を誤れば、たちまちその魂ごとひと飲みにされてしまう。
『ベヨネッタ2』では敵としても登場し、ベヨネッタが戦う最初の悪魔となる。
大乱闘スマッシュブラザーズシリーズでは、最後の切りふだ「大魔獣召喚」にて登場。時間内に何度も攻撃して技が成立すると召喚され、攻撃を与えた相手に手痛い追撃を与える。これによってダメージが一定以上に到達した相手はゴモラに飲み込まれ即撃墜となる。トーチャーアタックの時計も再現されており、時計を一周させることでより大きなダメージを与えることができる。
対応する呪文はベヨネッタで「"AVAVAGO"」（意訳：雷に打たれよ！）、ジャンヌは「"OXEX RACLIR"」（意訳：泣き喚け！）、『2』のローサは「"ARZULGE"」（意訳：悪霊の名）である。
“闇と最後の訪れを知らすもの”マルファス
「ゴエティア渓谷」に生息する複数の眼を持つ巨大なインコの怪物。宮殿のような住処を建築できるほどの高い知能を持ち、身なりを整えることに余念がなく、美しい宝石や装飾品でその体をまるで貴族のように着飾っている。好奇心旺盛であらゆる知識と秘術を身に付けているが、性格は残忍で出会った物は鋭い爪と嘴で引き裂かれる。幼鳥の羽根は優秀な魔導兵器の素材として利用できる。
『ベヨネッタ2』では、マルファスの幼鳥の翼を召喚することで、空中戦に応じることが可能。
対応する呪文はベヨネッタで「"A GRAM ORS"」（意訳：暗黒の月よ！）、『3』では「"ZILDAR VPAAH"」（意訳：羽ばたく翼よ！）、ジャンヌは「"ADRPAN"」（意訳：絶望しろ！）。
“大地を震わすもの”ヘカトンケイル
名前の由来は、ギリシア神話に登場する百手巨神ヘカトンケイル。山をも砕くといわれる六本の腕を持つ巨人。知能が低く凶暴で、優れた術者でさえ危険を伴うためか、腕のみが召喚される。ベヨネッタが召喚した方は、バレーボールで遊ぶのが趣味で、ベヨネッタの影響かマニキュアもすると言うかわいらしいところがある。(ベヨネッタ曰く巨大な六本の腕にマニキュアをするのも一苦労らしい)
対応する呪文はベヨネッタで「"AFAA TADAAG"」（意訳：誇りよ）と「"AFAA TADAAG NEPTA"」（意訳：誇りの剣よ）、ジャンヌは「"ZENRZA"」（意訳：私は誓う）。
“天地を蹂躙するもの”スコロペンドラ
魔界の大河「フレジェトンタ」に住む大ムカデ。大きいものは10キロメートルを越える体長を持つ。巨体に似合わぬ俊敏な動きで瞬く間に相手に巻きつき絞め殺してしまう。『ベヨネッタ2』では、群れで行動するシーンや噛みつき攻撃も見られる。
対応する呪文はベヨネッタで「"TELOC VOVIM"」（意訳：死の竜よ！）、ジャンヌは「"OXEX RACLIR"」（意訳：泣き喚け！）。
“灼熱を編むもの”ファンタズマラネア
地獄の奥深くのマグマの海「ファラリス海」に住む蜘蛛に似た悪魔。ほとんど地表に姿を現さない為「亡霊の蜘蛛」の名が付いた。数多くの子供たちと共に巨大な巣で獲物を捕らえ捕食する生態を持つ。恐ろしい外見に反して性格は温厚で丁重な対応をした者には秘術や秘法を授けるが、うかつに近づいたり機嫌を損ねたりした者は体内に溜め込んだ灼熱のマグマで一瞬にして焼き尽くしてしまう。
『ベヨネッタ2』では敵として登場。地上界で起きた異変の影響からか凶暴化しており、頻繁に魔界の地表近くに出てきているという。
対応する呪文はベヨネッタで「"IASTA SA PIADPH"」（意訳：我が炎の顎で打ち砕かん！）、『3』では「"MALPRG ROR"」（意訳：灼熱の太陽）、ジャンヌは「"EMNA OL OXEX RACALIRE"」（意訳：ケダモノが！泣き喚け！）。
“魔界の女王”クイーン・シバ
宇宙が光・闇・混沌の三つに分かたれた時に、魔界と共に誕生した超存在。魔界の宇宙の理を司るといわれ、畏怖の念から誰ともなく「女王」の名を冠して呼ぶようになった。 魔界の一部が形となって現れたものとされるが詳しいことはわかっていない。
かつて何人もの魔女が召喚を試みたが、逆に魔界に引きずり込まれ命を落として行った。そのため召喚はジャンヌと二人掛かりで行われている。
その姿を見た者はおらず、定まった姿を持たないのではないかとも言われていたが、ラスボス戦究極召喚で明らかになった真の姿はベヨネッタやジュベレウスに似た巨神であった。
『2』ではジュベレウスと合体して登場する。
対応する呪文はベヨネッタで「"TELOCVOVIM A GRAM ORS ADNA OVOF AVAVAGO"」（意訳：暗黒の月の堕落せし者よ、彼の女をして、雷に打たらしめよ！）、ジャンヌは「"EMNA OL ADPAN ADNA ZENRZA OXEX RACLIR"」（意訳：我が力でそなたを倒し、服従を誓い、泣きわめけ！）である。

### 武器
「スカボロウ フェア」以外の武器は、「天使の歌声」というレコードをロダンの店に持っていく事で手に入れることができる。「天使の歌声」は特定の敵を倒した時や「魔女の棺」と呼ばれる宝箱を開けた時などに入手できるが、幾つかの破片に分かれているものも多い。銃器は両手以外に両足にも装着出来るが、初期武装のスカボロウ・フェア以外は、ロダンの店で「天使の歌声」から製作した後、販売される「クローン（複製品）」を別途購入する必要がある。
| 名前                   | 能力 |
| 手足共通               | 手足共通 |
| ---------------------- | --- |
| スカボロウ フェア      | ロダンが製作した4丁一組の大型拳銃。上下二連の銃口が特徴で、魔女が使う魔導術に耐えられる堅牢さを持つ。それぞれ「パセリ」「セイジ」「ローズマリー」「タイム」の銘が入っている。武器名は同名の英国のバラッドとそれに出てくるハーブから採っている。 |
| オニキスローゼス       | 魔界の黒薔薇「オニキスローゼス」に集まる妖精の魂が宿っているショットガン。発射される散弾全てに妖精の呪いが篭っている。 |
| ドゥルガー             | 千の腕を持つ悪魔「ドゥルガー」を封じた、鉤爪状の魔導器。炎の力と雷の力が宿っており、用途に応じて切り替えて使用できる近接武器。 |
| キルゴア中佐           | ベトナム戦争で虐殺の限りを尽くした軍人の銘を冠したグレネードランチャー。トンファーのように操る他、強大な魔力が込められたグレネード弾を発射する。                                                                                                |
| ハンドガン             | プロローグでべヨネッタが装備している拳銃。あくまでも普通の拳銃なので「ウィケッドウィーブ」などの魔導術が使えない上、魔力に耐えられない為にほぼ使い捨てになる。                                                                                  |
| バジリオンズ           | 光線銃。バジリオニウムという物質をエネルギーとするオーパーツ。発射される光線は物体の分子結合を崩壊させる。 |
| ロダン                 | 様々な天使武器に変化する腕輪。他の武器と組み合わせることはできない。 |
| エルフィンナイト       | 劇場版BLOODY FATEに登場。スカボロウ フェアのプロトタイプ。 |
| 手専用                 | |
| 妖刀 修羅刃 (しゅらば) | 闘いの魔神「阿修羅」の心臓から作られた妖刀。常に血に飢えており、この刀で斬り殺された獲物は魂を吸い尽くされる。 |
| クルセドラ             | 大蛇の悪魔「クルセドラ」の力を封じ込めた鞭。手にしたポータルの先端から自在に力を引き出す。 |
| 細鳳 (サイファン)      | 散弾銃を内蔵したヌンチャク。魔鳥・細鳳が封じ込められている。 |
| ピロウトーク           | 光線剣。魔力によって形成される薄緑色の刃をポータルの先端から発生させる強力な魔導器。ウィケッドウィーブは使えなくなる。 |
| 足専用                 | |
| オデット               | 氷の魔女「オデット」の魂を宿しているスケート靴。装着者は氷の力を操る事が可能になり、極寒の大地でも凍える事が無くなる。 |

| 名前                 | 能力 |
| 手足共通             | 手足共通 |
| -------------------- | --- |
| オール4ワン          | ロダンが制作した4丁一組の大型拳銃。それぞれ「アトス」「ポルトス」「アラミス」「ダルタニアン」の銘が入っている。武器名はダルタニャン物語の三銃士の台詞と登場人物の名前から採っている。    |
| ガーネットローゼス   | 魔界の黒薔薇「ガーネットローゼス」に集まる妖精の魂が宿っているショットガン。発射される散弾全てに妖精の呪いが篭っている。                                                                 |
| カーリー             | 千の腕を持つ悪魔「カーリー」を封じた、鉤爪状の魔導器。炎の力と雷の力が宿っており、用途に応じて切り替えて使用できる近接武器。                                                             |
| スレイド大佐         | 悪魔と自身の視力と引き換えに部下の命を救う契約をしたが騙されて魔界へ堕とされた男の魂を宿したグレネードランチャー。トンファーのように操る他、強い恨みの念を乗せたグレネード弾を発射する。 |
| ハンドガン           | ベヨネッタのものと同じ。 |
| バジリオンズ         | ベヨネッタのものと同じ。 |
| 手専用               | |
| エンジェルスレイヤー | 修羅刃の兄弟刀とも言われる妖刀。かつて天使を狩り続けていた魔女が好んで使っていたことから名付けられた。                                                                                   |
| ヴリトラ             | 大蛇の悪魔「ヴリトラ」の力を封じ込めた鞭。手にしたポータルの先端から自在に力を引き出す。                                                                                                 |
| 唐龍 (タンロン)      | 散弾銃を内蔵したヌンチャク。魔龍・唐龍が封じ込められている。 |
| ブラディムーン       | 光線剣。魔力によって形成される赤い刃をポータルの先端から発生させる強力な魔導器。ウィケッドウィーブは使えなくなる。                                                                       |
| 足専用               | |
| カーレン             | 氷の魔女「カーレン」の魂を宿しているスケート靴。装着者は氷の力を操る事が可能になり、極寒の大地でも凍える事が無くなる。                                                                   |

### アクセサリー
古の魔女一族の魔導器の数々で装備することで様々な特殊効果を発揮する装飾品。ゲイツ オブ ヘルで購入する。
セルギーの恋人
モスクワ公国の魔女マトリョーナが作ったとされる魔導器で、使用者は主契約する悪魔の力を借りて、己の分身を生み出すことができる。マトリョーナはこの秘法を操り、争いの際には一人で数人分の戦果を上げたという。
彼女の活躍は近代になって再評価され、民芸品「マトリョーシカ」のモデルとなった。
魔界交信器
悪名高き悪魔の愚連隊「リトルデビルズ」を呼び出すのに用いる、魔界との交信装置。
使用者はこの魔導器を使って彼らと短期契約を結び、攻撃に使役することが出来る。
プーリーの守護蝶
遥か昔、ラサの王妃に影武者として仕えた魔女トゥーランドットが作ったと伝えられる秘法で、使用者に守護蝶の加護をもたらす。
守護蝶は使用者の周りを漂うように飛び、使用者の身代わりとなって攻撃を受け、散っていく。
セレーネの光
古代エジプトの魔女クレオパトラが所有した古の魔導器。使用者が攻撃を受けると、魔力と引き換えにウィッチタイムを発動させる。
魔導術の指導者として長けたクレオパトラが、ウィッチタイムを上手く扱えない修行者のために作り上げたと言われる。
ディネタの星
アメリカはナバホ族に語り継がれる伝説の魔女イェナルドゥーンが作り上げた魔導器。
敵に対して挑発行為を行う事で、使用者に体力回復の効果をもたらす。
魔力の源泉としてあしらわれたターコイズは、今もナバホ族のお守りとして集められている。
悪因悪果の数珠
倭国の女王 卑弥呼に仕えた魔女 悪狐（あっこ）が用いた魔導器。使用者が身に迫る危険を回避した時、攻撃者に対して応報の魔法攻撃を行ってくれる。攻撃の面では高い効果を発揮するが、使用者の精神力を激しく消耗させるため、その力はウィッチタイムの発動と引き換えになる。
ウィッチタイムが使えなくなるが、代わりにその場に爆弾を落とすようになる。バットウィズインが決まると爆弾は大きくなる。
絶望の眼差し
古くからアフリカに伝わる、混乱を司る女神「ムッソ・コロニ」の怨念を宿した呪いの篭手。
それを身に着ける事は他の世界への反逆を意味し、そこに住む者たちの大いなる怒りを誘うと言われる。
マリ帝国の魔女カラバは、魔女狩りの際に人々が作り上げたこの篭手を強制的に身に着けさせられ、天使に惨殺されたという。
マハーカーラの月
インドの破壊神シヴァの祝福を受けた魔導器。
ヴィジャヤナガル朝に仕えた魔女ヤクシーが作ったと伝えられ、敵の攻撃を弾き返す力を持つ。如何に強力な攻撃であっても無効化するため、これを使いこなしたヤクシーは無敵の魔女と謳われた。
長の証
アンブラの魔女一族の長のみに着用が許された、力と地位の象徴とも言える秘宝。
｢魔女王｣と恐れられた古代の魔女アイゼンが作ったといわれ、腕にはめるだけで、魔力の回復を促す効力を発揮する。不気味なカラスの頭蓋骨は、アイゼンが身を変えた姿とも伝えられ、力なき所有者には然るべき制裁が下されるという。
魔力が底をついた時に自動で少しだけ回復してくれる。
時の腕輪
古の悪魔剣士と契約を結んで、魔界の侵略軍に立ち向かった孤高の魔女エヴァが作り上げた魔導器。これを身に着けた者は、魔導術の真髄ともいえるウィッチタイムを、自在に操ることが出来るようになるという。
回避してもウィッチタイムが使えず、『2』ではアンブラン・クライマックスも発動できなくなるが、代わりにボタン操作でいつでもウィッチタイムを発動できる。
絶頂の腕飾り
いつ、何処で、どうやって作られたのかなど全てが謎に包まれており、別宇宙からやってきた物とも伝えられるその強大な力のために、神や悪魔にさえ畏怖されており、如何なる争いにおいてもこの腕飾りの使用を禁ずるという、暗黙の了解があるという。
『1』では攻撃が常時ウィケッドウィーブを発動するようになり、『2』と『3』では魔力が無限になるが、ペナルティとしてリザルトが記録されなくなる。
永遠なるマリオネット
その無慈悲な戦い方から「ブラディ・マリー」の異名で恐れられた魔女マリーが作った腰飾り。戦うことを得意としたマリーの技は、まるで流れる川のように淀みなく繰り出されたと言われ、この魔導器を身に着けるものは彼女に操られるかの如く、その熟練した技術を用いて戦うことが出来るという。
全ての難易度でオートマチックモードが使用可能になる初心者救済アクセサリー。

### 評価
評価はVerseごとの評価であるメダルとチャプター全体の評価であるアワードの2つがある。
メダル
各Verseの最後に「コンボ」「タイム」「ダメージ」の3つを5段階で評価。ダメージはノーダメージがプラチナ条件。3つすべてプラチナならそのVerseのメダルは「ピュアプラチナ」となる。
アワード
チャプターの終わりに、そのチャプターのすべてのVerseのメダルを集計。さらに死亡回数、アイテム使用回数を減点し（アイテムは2回使うと死亡1回分）、そのチャプター全体の評価を決定する。挑戦しなかったVerseも計算に入れられる。すべてのVerseに挑戦し、なおかつメダルをすべてピュアプラチナにし、コンティニューもアイテム使用もなければそのチャプターのアワードは「ピュアプラチナ」となる。
| アワード       | キャラクター             | 英語                                                                | 日本語                                                |
| -------------- | ------------------------ | ------------------------------------------------------------------- | ----------------------------------------------------- |
| ピュアプラチナ | 三日月を持ったベヨネッタ | HAHAHAHAHA! Mommy,you are the best! （マミー、あなたが一番だわ!）   | （ベヨネッタ）ハハハハハ… （セレッサ）マミーが一等賞! |
| プラチナ       | ベヨネッタ               | I should have been a pole dancer? （ポールダンサーになるべきかな?） | ポールダンサーになろうかしら?                         |
| ゴールド       | ロダン                   | Hu Hu Hu...Bang…                                                    | フッフッフ…バーン!                                    |
| シルバー       | ルカ                     | Ha Ha Ha…Chu❤️                                                      | ハッハッハ…チュッ❤️                                   |
| ブロンズ       | セレッサ                 | Yeahhh!                                                             | イェーイ!                                             |
| ストーン       | エンツォ                 | Oh,no! What’s a day… （クソッ、なんて日だ!）                        | 全くツイてねえ、最悪だぜ…                             |

評価はプラチナ、ゴールド、シルバー、ブロンズ、ストーンで、完璧なプレイを表すピュアプラチナはプラチナより上位となる。

## 楽曲
主題歌『Fly Me to the Moon』
歌 - Brenda Lee / 作詞・作曲 - Bart Howard
同曲のリミックス「Fly Me to the Moon (∞ (Non-Stop) Climax Mix)」もゲーム中で度々挿入歌として使用される。
TVCMテーマ曲『Something Missing』
歌・作詞 - MiChi / 作曲 - Tomokazu Matsuzawa

## サウンドトラック
ゲーム中のBGMを収録した5枚組サウンドトラック。ライナーノーツには制作者等のコメントと解説を収録。
| #   | タイトル                                           | 作詞 | 作曲・編曲 |
| --- | -------------------------------------------------- | ---- | ---------- |
| 1.  | 「オープニングデモ」                               |      |            |
| 2.  | 「One Of A Kind」                                  |      |            |
| 3.  | 「始まり (EV01)」                                  |      |            |
| 4.  | 「チャプタースタート (GM01)」                      |      |            |
| 5.  | 「プロローグ (EV02-1)」                            |      |            |
| 6.  | 「天使降臨 A (EV02-2)」                            |      |            |
| 7.  | 「Riders Of The Light」                            |      |            |
| 8.  | 「Fly Me To The Moon (∞ Climax Mix)」              |      |            |
| 9.  | 「エンツォとドライブ (EV03-1)」                    |      |            |
| 10. | 「ジャンヌ登場 (EV03-2)」                          |      |            |
| 11. | 「墜落する軍用輸送機 (ST01)」                      |      |            |
| 12. | 「Dance With Jeanne (EV04-1)」                     |      |            |
| 13. | 「不穏な気配 (EV04-2)」                            |      |            |
| 14. | 「The Gates Of Hell」                              |      |            |
| 15. | 「スカボロウ フェア装着 (EV05)」                   |      |            |
| 16. | 「ヴィグリッド 駅ホーム (ST02)」                   |      |            |
| 17. | 「Theme Of Bayonetta - Mysterious Destiny」        |      |            |
| 18. | 「ヴィグリッド 市街地 (ST03)」                     |      |            |
| 19. | 「天使降臨 B (EV06-1)」                            |      |            |
| 20. | 「ベヨネッタ戦闘態勢 A (EV06-2)」                  |      |            |
| 21. | 「The Heavies」                                    |      |            |
| 22. | 「魔獣召喚」                                       |      |            |
| 23. | 「Fortitudo - In Labors And Dangers (Movement 1)」 |      |            |
| 24. | 「チャプタークリア (GM02)」                        |      |            |
| 25. | 「ジャンヌ バイクアクション (EV07-1)」             |      |            |
| 26. | 「ジャンヌとの会話 (EV07-2)」                      |      |            |
| 27. | 「記憶の中の修練場にて A (EV07-3)」                |      |            |
| 28. | 「Battle For The Umbra Throne」                    |      |            |
| 29. | 「天使降臨 C (EV08)」                              |      |            |
| 30. | 「ルカ登場 (EV09-1)」                              |      |            |
| 31. | 「ルカとの会話 A (EV09-2)」                        |      |            |
| 32. | 「ルカとの会話 B (EV09-3)」                        |      |            |
| 33. | 「天使降臨 D (EV09-4)」                            |      |            |
| 34. | 「ベヨネッタ戦闘態勢 B (EV09-5)」                  |      |            |
| 35. | 「ピンチ!」                                        |      |            |
| 36. | 「謎の少女、セレッサ登場 (EV10-1)」                |      |            |
| 37. | 「フォルティ トゥード、現る (EV10-2)」             |      |            |
| 38. | 「フォルティ トゥードとの会話 (EV11)」             |      |            |

| #   | タイトル                                 | 作詞 | 作曲・編曲 |
| --- | ---------------------------------------- | ---- | ---------- |
| 1.  | 「溶岩にのまれる市街地 (ST04)」          |      |            |
| 2.  | 「危機一髪! (EV12-1)」                   |      |            |
| 3.  | 「アクション! (EV12-2)」                 |      |            |
| 4.  | 「地下洞窟 (ST05)」                      |      |            |
| 5.  | 「パラディソ - 光の楽園」                |      |            |
| 6.  | 「神の歌声 A」                           |      |            |
| 7.  | 「神の歌声 B」                           |      |            |
| 8.  | 「フォルティトゥード、再び (EV13)」      |      |            |
| 9.  | 「Fortitudo - In Labors And Dangers」    |      |            |
| 10. | 「Climatic Battle」                      |      |            |
| 11. | 「Let’s Hit The Climax !」               |      |            |
| 12. | 「月光の谷 (ST06)」                      |      |            |
| 13. | 「ジャンヌとの対決 A (EV14-1)」          |      |            |
| 14. | 「ジャンヌとの対決 B (EV14-2)」          |      |            |
| 15. | 「Red & Black」                          |      |            |
| 16. | 「魔女の鍛錬房跡 (ST07)」                |      |            |
| 17. | 「セレッサ (EV15)」                      |      |            |
| 18. | 「初恋」                                 |      |            |
| 19. | 「失恋」                                 |      |            |
| 20. | 「セクシーバトル (EV16)」                |      |            |
| 21. | 「悪知恵 (EV17)」                        |      |            |
| 22. | 「テンパランチア登場 (EV18)」            |      |            |
| 23. | 「Temperantia - In Foregoing Pleasures」 |      |            |
| 24. | 「Splash Wave (∞ Climax Mix)」           |      |            |
| 25. | 「After Burner (∞ Climax Mix)」          |      |            |
| 26. | 「Magnificent 7 (∞ Climax Mix)」         |      |            |

| #   | タイトル                                            | 作詞 | 作曲・編曲 |
| --- | --------------------------------------------------- | ---- | ---------- |
| 1.  | 「パラディソ - 時の記憶の墓場 (ST08)」              |      |            |
| 2.  | 「記憶の中の修練場にて B (EV19-1)」                 |      |            |
| 3.  | 「記憶の中の修練場にて、襲撃 (EV19-2)」             |      |            |
| 4.  | 「パラディソ - 星の大海 (ST09)」                    |      |            |
| 5.  | 「ベヨネッタの戦いを垣間見るルカ (EV20)」           |      |            |
| 6.  | 「ユスティジア登場 A (EV21-1)」                     |      |            |
| 7.  | 「ルカの妄想 A (EV21-2)」                           |      |            |
| 8.  | 「ユスティジア登場 B (EV21-3)」                     |      |            |
| 9.  | 「ユスティジア登場 C (EV21-4)」                     |      |            |
| 10. | 「Iustitia - In Giving Every Man His Due」          |      |            |
| 11. | 「空港にて、ルカの語り A (EV22-1)」                 |      |            |
| 12. | 「アイズ・オブ・ザ・ワールド (EV22-2)」             |      |            |
| 13. | 「空港にて、ルカの語り B (EV22-3)」                 |      |            |
| 14. | 「空港にて、襲撃 (EV22-4)」                         |      |            |
| 15. | 「巨大軍用輸送機 ヴァルキュリア (ST10)」            |      |            |
| 16. | 「ジャンヌとの対決 C (EV23-1)」                     |      |            |
| 17. | 「墜落するヴァルキュリア (EV23-2)」                 |      |            |
| 18. | 「セレッサを救え! (ST11)」                          |      |            |
| 19. | 「サピエンチア登場 A (EV24-1)」                     |      |            |
| 20. | 「サピエンチア登場 B (EV24-2)」                     |      |            |
| 21. | 「Sapientia - In The Choice Between Good And Evil」 |      |            |
| 22. | 「ルカの妄想 B (EV25)」                             |      |            |
| 23. | 「Space Harrier (∞ Climax Mix)」                    |      |            |
| 24. | 「Wiwi Jumbo (Heaven Sent Mix)」                    |      |            |
| 25. | 「ジャンヌとの最終決戦前 A (EV26-1)」               |      |            |
| 26. | 「ジャンヌとの最終決戦前 B (EV26-2)」               |      |            |
| 27. | 「ジャンヌとの最終決戦前 C (EV26-3)」               |      |            |
| 28. | 「Blood & Darkness」                                |      |            |
| 29. | 「ジャンヌ A (EV27-1)」                             |      |            |
| 30. | 「真実 (EV27-2)」                                   |      |            |
| 31. | 「ジャンヌ B (EV27-3)」                             |      |            |
| 32. | 「奇跡の生還!? (EV27-4)」                           |      |            |
| 33. | 「ベヨネッタとルカ (EV27-5)」                       |      |            |

| #   | タイトル                              | 作詞 | 作曲・編曲 |
| --- | ------------------------------------- | ---- | ---------- |
| 1.  | 「イザヴェルビルへ (EV28)」           |      |            |
| 2.  | 「イザヴェルビル 下層部 (ST12)」      |      |            |
| 3.  | 「イザヴェルビル 上層部 (ST13)」      |      |            |
| 4.  | 「バルドルの語り A (EV29-1)」         |      |            |
| 5.  | 「バルドルの語り B (EV29-2)」         |      |            |
| 6.  | 「バルドルの語り C (EV29-3)」         |      |            |
| 7.  | 「バルドルの語り D (EV29-4)」         |      |            |
| 8.  | 「ルカ、死す (EV29-5)」               |      |            |
| 9.  | 「バルドル (EV29-6)」                 |      |            |
| 10. | 「You May Call Me Father」            |      |            |
| 11. | 「旅の終わり (EV30-1)」               |      |            |
| 12. | 「神像に囚われるベヨネッタ (EV30-2)」 |      |            |
| 13. | 「ジャンヌ、宇宙へ A (EV31-1)」       |      |            |
| 14. | 「ジャンヌ、宇宙へ B (EV31-2)」       |      |            |
| 15. | 「友よ」                              |      |            |
| 16. | 「ジャンヌ、死す (EV32)」             |      |            |
| 17. | 「The Greatest Jubilee」              |      |            |
| 18. | 「スタッフロール…? (EV33)」           |      |            |
| 19. | 「夜空を見上げるルカ (EV34)」         |      |            |
| 20. | 「エピローグ (EV35-1)」               |      |            |
| 21. | 「ロマンス (EV35-2)」                 |      |            |
| 22. | 「Let’s Dance, Boys!」                |      |            |
| 23. | 「Fly Me To The Moon」                |      |            |
| 24. | 「Memory」                            |      |            |

| #   | タイトル                                            | 作詞 | 作曲・編曲 |
| --- | --------------------------------------------------- | ---- | ---------- |
| 1.  | 「Magical Sound Shower / Out Run」                  |      |            |
| 2.  | 「Splash Wave / Out Run」                           |      |            |
| 3.  | 「After Burner / After Burner」                     |      |            |
| 4.  | 「After Burner / After Burner II」                  |      |            |
| 5.  | 「After Burner With Melody Ver. / After Burner II」 |      |            |
| 6.  | 「Boss / Fantasy Zone」                             |      |            |
| 7.  | 「Theme / Space Harrier」                           |      |            |
| 8.  | 「Angel Attack (GM03)」                             |      |            |
| 9.  | 「バースリザルトジングル (GM04)」                   |      |            |
| 10. | 「シルバーメダル取得ジングル (GM05)」               |      |            |
| 11. | 「ゴールドメダル取得ジングル (GM06)」               |      |            |
| 12. | 「プラチナメダル取得ジングル (GM07)」               |      |            |
| 13. | 「天使の歌声 軍隊行進曲」                           |      |            |
| 14. | 「天使の歌声 月光」                                 |      |            |
| 15. | 「天使の歌声 幻想即興曲」                           |      |            |
| 16. | 「天使の歌声 2台のピアノのためのソナタ」            |      |            |
| 17. | 「天使の歌声 スケーターズ・ワルツ」                 |      |            |
| 18. | 「天使の歌声 ワルキューレの騎行」                   |      |            |
| 19. | 「天使の歌声 ハレルヤ」                             |      |            |
| 20. | 「天使の歌声 木星」                                 |      |            |
| 21. | 「天使の歌声 火星」                                 |      |            |
| 22. | 「2008 東京ゲームショウ プロモーション」            |      |            |
| 23. | 「ベヨネッタイメージ曲 プロトタイプ A」             |      |            |
| 24. | 「Mysterious Destiny プロトタイプ」                 |      |            |
| 25. | 「ベヨネッタイメージ曲 プロトタイプ B」             |      |            |
| 26. | 「ベヨネッタイメージ曲 プロトタイプ C」             |      |            |
| 27. | 「ピンチ! プロトタイプ」                            |      |            |
| 28. | 「Mysterious Destiny (レトロバージョン)」           |      |            |
| 29. | 「One Of A Kind (レトロバージョン)」                |      |            |

## 劇場アニメ
『BAYONETTA Bloody Fate』（ベヨネッタ・ブラッディフェイト）のタイトルで公開されたアニメーション映画。
2013年10月22日に第26回東京国際映画祭の特別招待作品としてワールドプレミア、2013年11月23日に全国劇場公開された｡PG-12指定。

### スタッフ
- 原作 - SEGA「BAYONETTA」
- 監督・絵コンテ・演出 - 木﨑文智
- 脚本 - 広田光毅
- キャラクターデザイン - 横山愛
- キャラクター原案・監修 - 島崎麻里
- 原案協力 - 神谷英樹、橋本祐介
- 天使デザイン - 飯島弘也
- メカデザイン・魔獣デザイン - 赤井方尚
- メカデザイン・銃デザイン - 渡部隆
- 美術設定 - 池田繁美
- 色彩設計 - 飯島孝枝
- 3DCGI - 菱川パトリシア、IKIF+
- 撮影監督 - 荻原猛夫
- 編集 - 三嶋章紀
- 音響監督 - 塩屋翼
- 音響制作 - スタジオマウス
- 音楽 - 和音正人、安部潤
- 音楽プロデューサー - 久保裕矢
- プロデューサー - 内藤祐史、中山雅弘、近藤修治、後藤政則、山崎史紀、荒井英昌
- アニメーションプロデューサー - 吉本聡
- 配給 - ショウゲート
- アニメーション制作 - GONZO
- 製作 - BAYONETTA FILM CLUB（GONZO、セガ、東映アニメーション、エイベックス・エンタテインメント、キュー・テック、ショウゲート）

### 主題歌
「Night, I stand」
麻衣による主題歌。